# Izák

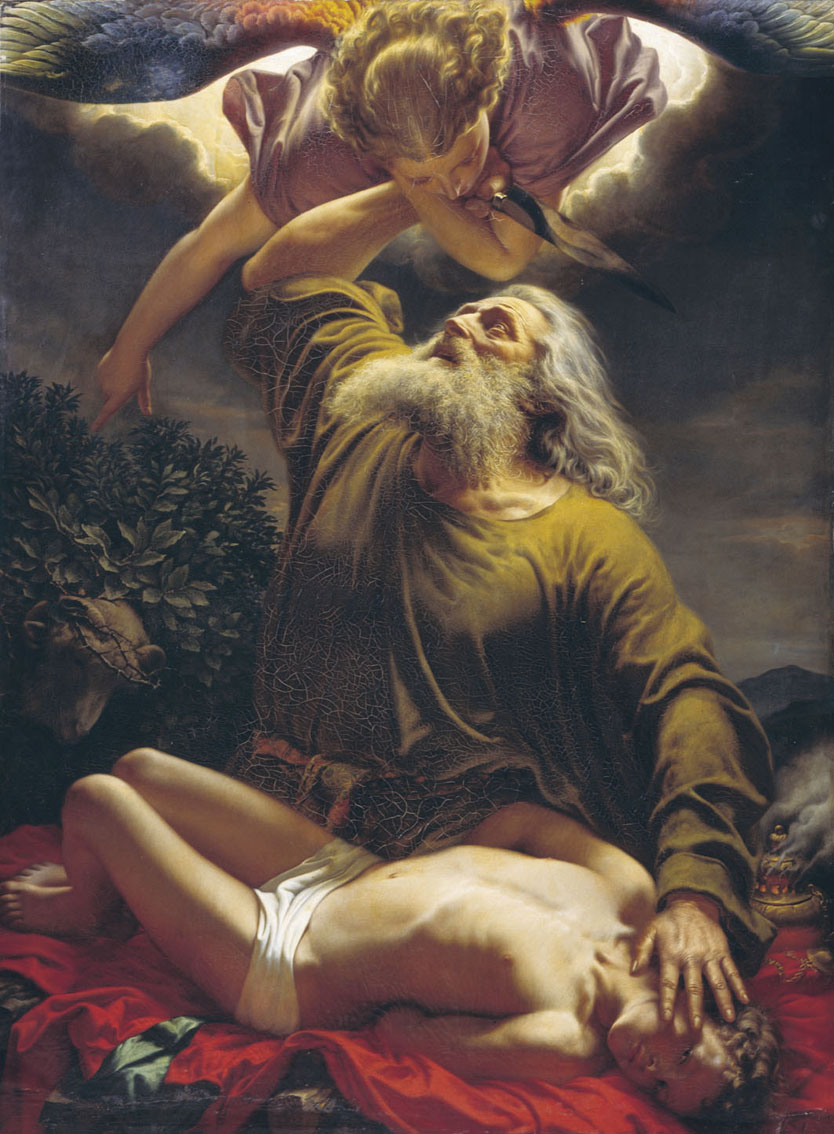
Abrahám obětující Izáka

Izák (hebrejsky יִצְחָק‎, Jicchak; doslova „bude se smát“) je druhým biblickým patriarchou. Je synem Sáry a patriarchy Abraháma, manžel Rebeky a otec Ezaua a patriarchy Jákoba. Izák měl být obětován svým otcem Abrahámem, ale Hospodin ho v posledním okamžiku ušetří.

## Mládí
Izák nebyl jedináčkem. Jeho otec měl ještě jednoho syna jménem Izmael (Jišmael), kterého měl s otrokyní své ženy Hagarou (později měl Izák ještě dalších šest a i více sourozenců). Ale „dědicem“ byl Izák, protože ho Abraham měl se svojí manželkou Sárou a Hospodin ho určil jako jeho dědice. Izákovo narození bylo zaslíbené od Boha, Abrahám a Sára totiž už byli velice staří a neměli děti.
Abrahám byl od Boha zkoušen. Měl obětovat Izáka (Bůh chtěl vědět, jestli mu Abrahám opravdu důvěřuje). Abrahám s důvěrou uposlechl a šel Izáka obětovat na horu Morija (též Sion, na které byl dle tradice vystavěn Šalomounův chrám). Na poslední chvíli řekl anděl Abrahámovi, že ve zkoušce uspěl a ať místo svého syna obětuje berana. (Významem tohoto mýtu je zákaz lidských obětí jednou provždy.)

## Synové Jákob a Ezau

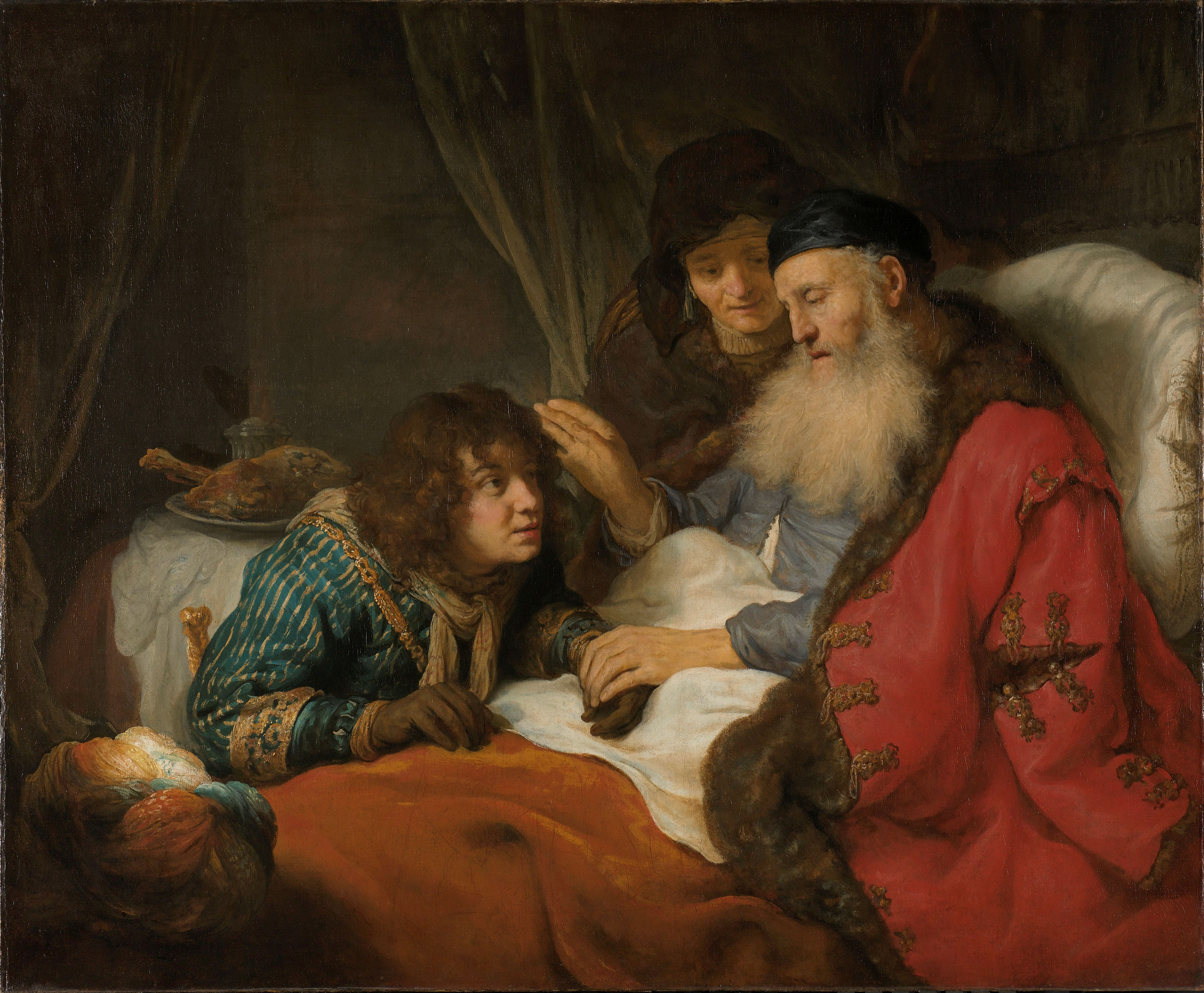
Izák žehná Jákobovi, Govert Flinck, 1638

Izák si vzal Rebeku. Když mu bylo 60 let, zplodil s ní dva syny, dvojčata: Ezaua – o chvíli staršího (byl zarostlý, lovec) a Jákoba. Otcovo požehnání měl správně dostat Ezau, ale Rebeka chtěla, aby požehnání dostal Jákob. Nakonec Rebeka s Jákobem přelstili už starého a slepého Izáka a otcovo požehnání získal Jákob. Ezau se rozzuřil a chtěl ho zabít, a tak Jákob utekl za matčiným bratrem Lábanem, kde se zamiloval do jeho dcery Ráchel. Kvůli ní a její sestře Lee, kterou mu Laban podstrčil při svatbě místo Ráchel, pak Jákob strýci 14 let sloužil a další léta za brav. Pak ho Hospodin povolal zpět do Svaté země.

## Izák v kultuře
V umění bývá zobrazováno hlavně obětování Izáka, kde se Abrahám s nožem v ruce chystá obětovat svého syna svázaného na obětním stole a v tom se mu zjevuje anděl. Dalším motivem je Izákovo požehnání, které na starém slepém Izákovi lstivě získává Jákob místo Ezaua.

## Význam příběhu
Je v něm vyjádřeno odtržení od pohanských kultů, kde lidské oběti byly někdy součástí obřadů. Bůh tím jasně dává najevo své milosrdenství a jasný postoj k otázce lidských obětí. Izák je také předobrazem Ježíše Krista a oběti, kterou v poslušnosti svému Otci přinesl. V tomto případě tu ale již nebyl beránek, který by jeho oběť nahradil, tím beránkem byl Kristus sám.